# Arte militare azteca
L'arte militare azteca comprende gli aspetti associati alle convenzioni militari, alle forze, agli armamenti ed all'espansione strategica condotta dalla tarda civiltà azteca mesoamericana, ed in particolare la storia militare della Triplice alleanza azteca stretta tra le Città-Stato di Tenochtitlán, Texcoco, Tlacopan ed altri centri del Messico.
Le forze armate azteche erano tipicamente composte di grandi quantità di cittadini comuni (yaoquizqueh) che vantavano solo un addestramento militare di base, ed un relativamente piccolo gruppo di guerrieri professionisti appartenenti alla nobiltà (pipiltin), organizzati in società guerriere e graduati secondo i loro compiti. Lo stato azteco gravitava attorno all'espansione politica ed al controllo delle altre città-stato, compresa l'esazione dei tributi. L'arte della guerra era la principale forza della politica azteca. La società azteca si basava sulla guerra: ogni maschio azteco riceveva un addestramento militare fin dalla giovane età, e l'unico modo che avevano i cittadini comuni (macehualtin) per salire la scala sociale era quello di intraprendere una carriera militare, soprattutto grazie al fatto di catturare prigionieri (maltin ). Il sacrificio dei prigionieri di guerra rappresentava una parte fondamentale di molti riti religiosi aztechi. L'arte militare era dunque la forza che sosteneva economia e religione.

## Arte militare nella società azteca
L'aggressiva guerra azteca aveva due obbiettivi principali. Il primo era politico: la sottomissione delle città-stato nemiche al fine di pretendere tributi ed espandere l'egemonia politica azteca. Il secondo era religioso e socio-economico: la cattura dei prigionieri che sarebbero stati sacrificati durante le cerimonie religiose. Questo duplice obbiettivo influenzava la tattica di guerra. Molte guerre erano di puro stampo politico, e venivano condotte dal Tlatoani al fine di garantire alla nobiltà la crescita economica, ed ai cittadini la possibilità di salire la scala sociale attraverso la carriera militare. La prima azione di un regnante era sempre quella di pianificare una campagna militare che sarebbe servita per dimostrare le proprie capacità belliche, per far capire ai popoli sottomessi che avrebbe mantenuto il pugno di ferro con i ribelli, e per recuperare sufficienti prigionieri di guerra per la cerimonia di incoronazione. Una fallimentare campagna di incoronazione era vista come un brutto presagio per il regno di un Tlatoani, e poteva portare a rivolte nelle città-stato sottomesse dai precedenti re. Fu questo ad esempio il caso di Tízoc, avvelenato dai nobili aztechi dopo il fallimento di numerose campagne.

### Fortificazioni
Solitamente gli Aztechi non mantenevano uno stretto controllo territoriale del loro impero, ciononostante esistono esempi di fortificazioni costruite da loro. I maggiori esempi sono rappresentati dalle roccaforti di Oztuma (Oztoman) dove gli Aztechi stanziarono una guarnigione a controllare i Chontal ribelli, di Quauhquechollan (l'odierna Huauquechula) nei pressi di Atlixco dove una guarnigione garantiva una presenza militare pari a quella dei tradizionali nemici Tlaxcalteca, Chololteca e Huexotzinca, e di Malinalco nei pressi di Toluca, dove Ahuitzotl eresse fortificazioni per controllare Matlatzinca, Mazahua e Otomi, e per tenere sempre truppe al confine con i taraschi, che a loro volta fortificavano il confine.

### Guerra dei fiori
Un secondo tipo di guerra praticata dagli Aztechi era quella chiamata Guerra dei fiori (xochiyaoyotl). Questo genere di conflitto veniva combattuto da piccoli eserciti dopo precedenti accordi tra le parti in causa. Non era direttamente volto alla conquista dell'altra città-stato, ma era utile per altri motivi. Uno dei principali obiettivi era la cattura di prigionieri da sacrificare, sicuramente un lato importante delle guerre azteche. Fra' Diego Durán e gli storici che si basarono sul Crónica X affermavano che i Xochiyayoyotl erano fomentati da Tlacaelel durante la grande carestia mesoamericana del 1450-1454, sotto al regno di Motecuhzoma I. Secondo queste fonti i Tlacaelelsi accordarono con i capi Tlaxcala, Cholula, Huexotzinco e Tliliuhquitepec per dare il via a battaglie rituali che avrebbero fornito ad ognuno di loro le vittime da sacrificare agli dei per chiedere la fine della carestia. Ross Hassig (1988) specifica anche quattro principali obiettivi politici per i xochiyaoyotl:
1. Questo genere di guerre permetteva agli Aztechi di dimostrare la loro forza militare. Dato che le dimensioni dell'esercito azteco erano enormi in confronto a quelle delle altre città vicine, e dato che il numero di combattenti di ogni fazione era determinato a priori, l'esercito azteco usava una piccola percentuale delle sue forze, per cui un'eventuale sconfitta della Guerra dei fiori sarebbe stata poco traumatica
2. Il primo motivo implicava questo secondo. Il grande esercito azteco poteva permettersi di ingaggiare molte più guerre degli avversari, che a lungo andare avrebbero sofferto questa strategia
3. Si permetteva al re di mantenere attive le ostilità, a livello basso, mentre erano occupati con altri problemi
4. I Xochiyaoyotl servivano soprattutto a propagandare la propria civiltà presso le altre città-stato ed il proprio popolo, permettendo al re di dimostrare la propria potenza tramite un continuo afflusso di prigionieri a Tenochtitlan.

## Organizzazione
L'esercito azteco era organizzato su due livelli. I cittadini comuni formavano i reparti (calpulli ) che venivano guidati dai tiachcahuan e dai calpoleque . I nobili erano organizzati in società guerriere professionistiche. Oltre ai Tlatoani, tra i capi militari aztechi si trovavano gli Alti Generali, i Tlacochcalcatl  ed i Generali, i Tlacateccatl . I Tlacochcalcatl ed i Tlacateccatl avevano anche il compito di nominare il proprio successore prima di ogni battaglia, in modo da venire rimpiazzati immediatamente in caso morissero. Anche i sacerdoti prendevano parte alla guerra, portando sul campo di battaglia le effigi degli dei. L'immagine sotto mostra un Tlacateccatl, un Tlacochcalcatl ed altri due ufficiali (probabilmente sacerdoti) noti come Huitznahuatl e Ticocyahuacatl, tutti vestiti con gli abiti tlahuiztli.

### Addestramento
I figli dei nobili venivano addestrati presso il Calmecac  e ricevevano un sofisticato insegnamento nell'arte della guerra, così come in altri argomenti generali quali astronomia, calendario, retorica, poesia e religione.
I figli dei cittadini venivano invece addestrati presso il Telpochcalli  dove ricevevano un insegnamento militare di base, ed alcuni apprendevano anche l'arte del commercio.

### Stratificazione e gradi
I cittadini formavano il grosso dell'esercito. Il livello inferiore era quello dei portatori (tlameme) che trasportavano armi e rifornimenti, seguiti dai giovani del telpochcalli guidati dai loro sergenti (i telpochyahque ). Venivano poi gli yaoquizqueh, ed infine i cittadini che avevano catturato prigionieri, i cosiddetti tlamani.
Sopra a questi gruppi veniva la classe dei nobili delle "società guerriere". Costoro erano divisi in gradi secondo il numero di prigionieri catturati nelle precedenti battaglie; il numero di prigionieri determinava quali indumenti onorifici (chiamati tlahuiztli) gli era permesso indossare. Questi tlahuiztli divennero sempre più spettacolari salendo di grado, permettendo ai migliori di risaltare sul campo di battaglia.

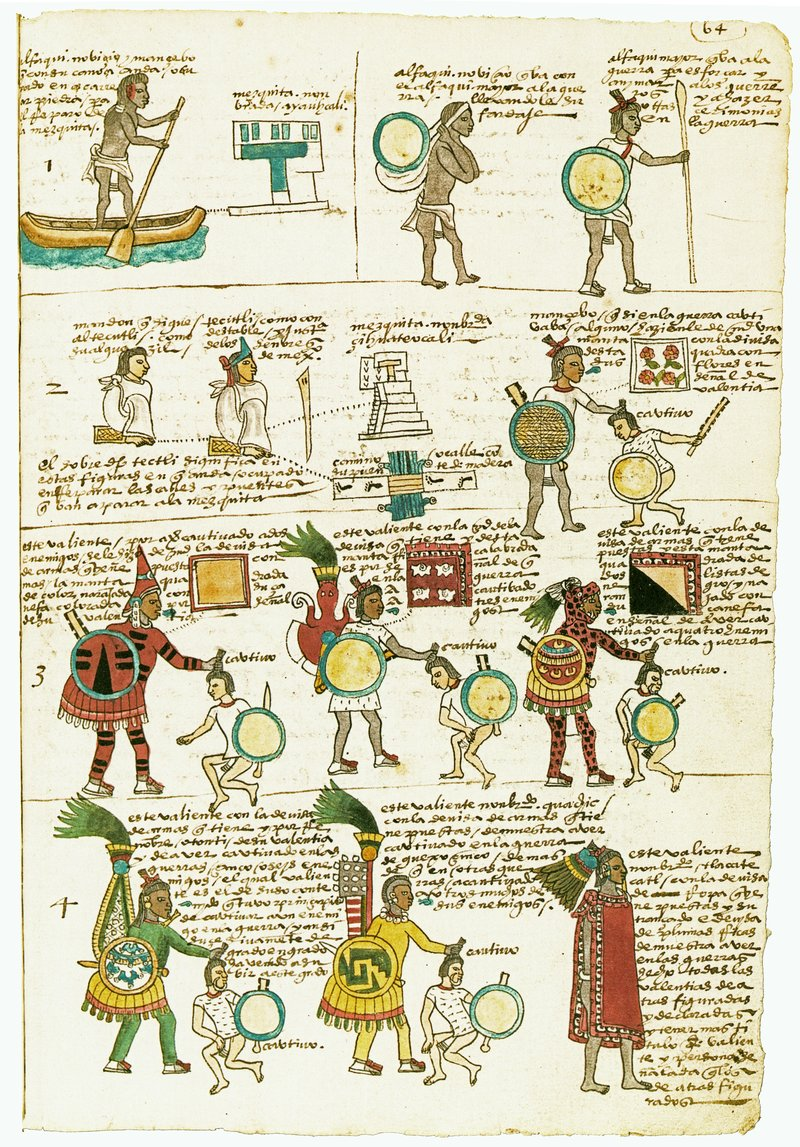
Questa pagina del Codice Mendoza raffigura lo sviluppo dell'equipaggiamento ed i tlahuiztli che accompagnavano la carriera militare da cittadino a portatore a guerriero a catturatore, e poi la scalata dei nobili da guerriero nobile a "guerriero aquila" a "guerriero giaguaro" a "Otomitl" a "tosato" ed infine a "Tlacateccatl"

### Società guerriere
I cittadini che eccellevano nelle arti militari potevano essere promossi alla classe nobile, ed entrare nelle società guerriere (o perlomeno tra Aquile e Giaguari). I figli dei nobili addestrati al Calmecac entravano a far parte di uno di questi gruppi salendo di grado. I guerrieri potevano passare da una società all'altra quando si dimostravano all'altezza; non si sa di preciso cosa questo significasse. Ogni società usava un diverso abbigliamento ed equipaggiamento, così come diverse pitture sul corpo ed ornamenti.

#### Guerrieri Aquila e Giaguaro
La società più numerosa era quella delle Aquile (quauhtin) e dei Giaguari (ocelomeh) . Indossavano le pelli degli animali da cui prendevano il nome, pelli di giaguari o piume d'aquila. Molti di questi guerrieri sono raffigurati nei vari codici o attraverso le statue. Anche la poesia azteca utilizzava spesso la metafora difrasale "In cuauhtli, in ocelotl" (le aquile, i giaguari) per riferirsi ai nobili in guerra. Il quartier generale di Aquile e Giaguari era il Quauhcalli, la "casa delle Aquile", situato nella zona religiosa di Tenochtitlan.

#### Cuextecatl
L'origine di questi guerrieri viene fatta risalire agli Huastechi, associati ai Maya. Solitamente combattevano con un macuahuitl e si distinguevano dagli altri grazie agli abiti di piume ed ai cappelli conici. Vennero introdotti tra gli Aztechi in seguito alla campagna militare condotta contro gli Huastechi dall'imperatore Ahuitzotl.

#### Otomi
Gli Otomi (Otontin) rappresentavano un'altra società guerriera, e prendeva il nome dal popolo degli Otomi, rinomati per la ferocia in battaglia. Nelle fonti storiche è difficile capire se il termine otomitl (Otomi) si riferisca ai membri della società azteca o al gruppo etnico che spesso si unì all'esercito azteco come alleato o mercenario.

#### Tosati
I "Tosati" (Cuachicqueh ) erano la più prestigiosa delle società guerriere. Le loro teste erano completamente rasate tranne una lunga treccia sopra l'orecchio sinistro. La testa e la faccia venivano pitturate una metà blu, e l'altra rossa o gialla. Dovevano giurare di non fare passi indietro durante la battaglia, e se mancavano al giuramento venivano uccisi dai loro stessi commilitoni.

## Equipaggiamento

### Armi a lungo raggio

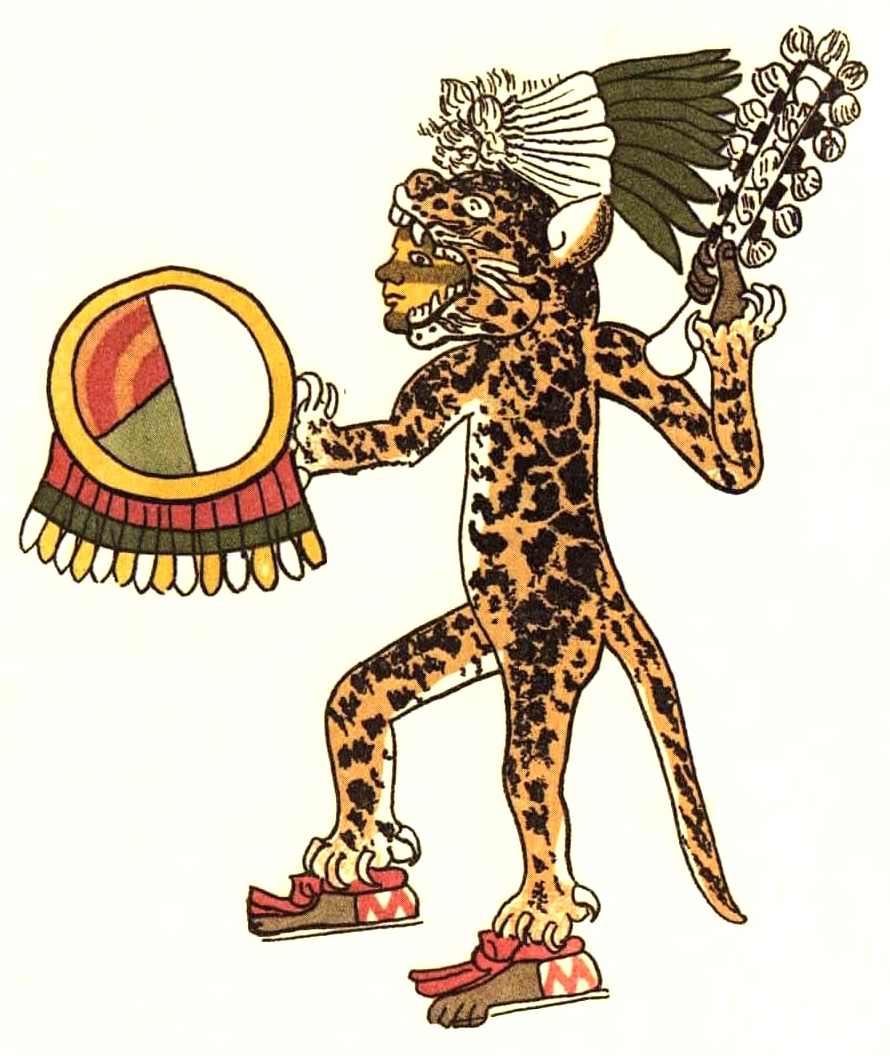
Un Giaguaro azteco (ocelōtl) con scudo (chimalli) e spada in ossidiana (mācuahuitl)

- Atlatl: un propulsore azteco usato per lanciare piccole frecce, chiamate tlacochtli, con grande forza ed a maggior distanza rispetto all'uso a mani nude. Alcuni murales a Teotihuacan raffigurano guerrieri nell'atto di usare quest'arma tipica delle culture mesoamericane del Messico centrale.
- Tlahuitolli: arco.
- Mitl: freccia.
- Micomitl: faretra.
- Yaomitl: frecce da guerra con taglienti punte in ossidiana.
- Tematlatl: fionda per pietre, fatta in fibra di agave.

### Armi da combattimento corpo a corpo
- Macuahuitl: "Bastone", essenzialmente una spada in legno con lame affilate in ossidiana sui lati. Era l'armamento base dei gradi superiori della gerarchia. Era nota anche in Spagna col nome Taino di "macana". Un colpo sferrato con quest'arma era in grado di decapitare un cavallo.[23]
- Tepoztopilli: lancia in legno con lame affilate in ossidiana in cima.
- Quauhololli: semplice clava con una sfera in legno alla sommità.
- Huitzauhqui: clava in legno tempestata di lame in ossidiana.

### Armatura
- Chimalli: scudo fatto con diversi materiali quali legno ("cuauhchimalli") o canne di mais ("otlachimalli"). Si trattava spesso di scudi ornamentali decorati con piume, nel qual caso prendevano il nome di māhuizzoh chimalli.
- Ichcahuipilli: armatura in cotone trapuntato. Era spessa una o due dita, ed era resistente ai colpi inferti da spade in ossidiana e da frecce atlatl.
- Ehuatl: tunica che alcuni nobili indossavano sopra all'armatura in cotone o al tlahuiztli.
- Tlahuiztli: abiti decorativi distintivi dei guerrieri più valorosi e dei membri delle società guerriere.
- Pamitl: bandiera che i guerrieri più valorosi e gli ufficiali portavano appuntata alla schiena. Spesso venivano personalizzate in modo da essere riconoscibili a distanza.

## Campagne e battaglie
Una volta che la decisione di entrare in guerra era stata presa, la notizia veniva comunicata nelle plazas chiamando l'esercito alla mobilitazione molti giorni o settimane prima. Quando le truppe erano pronte, ed ogni città alleata era stata avvertita dando il proprio consenso a partecipare, iniziava la marcia. Solitamente in testa al convoglio si ponevano i sacerdoti con le effigi degli dei. Il giorno dopo partivano i nobili guidati dai Tlacochcalcatl e dai Tlacateccatl, mentre il terzo giorno si muoveva il grosso dell'esercito con i Tenochca che precedevano i guerrieri delle altre città alleate (Tepanec e Texcoco) ed infine le forze provenienti da altre città alleate, alcuni dei quali si univano mentre la marcia passava nelle loro città. Grazie all'ottima qualità delle vie di comunicazione del Messico centrale, l'esercito era in grado i marciare in media per 19-32 chilometri al giorno. La dimensione dell'impero azteco variava considerevolmente passando da poche unità a poche migliaia di persone, fino ad armate di centinaia di migliaia di guerrieri. Nella guerra condotta contro i Coixtlahuacan gli Aztechi misero in campo 200 000 guerrieri e 100 000 portatori. Altre fonti citano eserciti aztechi fino a 700 000 uomini.

### Combattimento
Le battaglie solitamente iniziavano all'alba. Si usavano segnali di fumo per far sapere che si iniziava il combattimento, e per coordinare gli attacchi tra differenti divisioni dell'esercito. Il segnale di attacco veniva dato da strumenti musicali quali tamburi e trombe di conchiglie (Tlapitzalli). Solitamente la prima fase era caratterizzata dal lancio di proiettili infuocati; il grosso dell'esercito era composto di cittadini comuni spesso armati di archi o fionde. Poi avanzavano i guerrieri che iniziavano il combattimento corpo a corpo e durante questa fase, prima dello scontro finale, si usavano le atlatl. Queste armi erano efficaci su distanze minori rispetto a quelle di archi e propulsori, ma erano molto più letali. I primi guerrieri ad affrontare il nemico erano i più meritevoli delle società Cuachicque e Otontin, poi seguivano le Aquile ed i Giaguari, ed infine i cittadini ed i giovani non addestrati. Prima del combattimento corpo a corpo venivano rispettati i gradi militari, e gli Aztechi tentavano di circondare o perlomeno occupare i fianchi del nemico, ma una volta venuti a contatto la battaglia diventava solo un miscuglio di combattimenti singoli. Coloro che partecipavano alla loro prima battaglia venivano tenuti fuori dei giochi finché la vittoria non era assicurata, dopodiché potevano tentare di catturare prigionieri tra i nemici in fuga. Si dice che, soprattutto durante le guerre dei fiori, dato che l'obbiettivo principale era la cattura dei prigionieri si tentava di prenderli vivi, magari tagliandogli i tendini o comunque rendendoli incapaci di ribellarsi. Un'altra tattica azteca consisteva nelle ritirate simulate e nelle successive imboscate: piccoli gruppi attaccavano il nemico e, messi in minoranza, fuggivano attirando i nemici nelle imboscate. Se l'esercito avversario si ritirava nella propria città la battaglia proseguiva al suo interno, anche se solitamente l'obiettivo era di conquistare le città, e non di raderle al suolo. Una volta conquistata la città il tempio principale veniva dato alle fiamme, per far sapere a tutti della vittoria azteca. Se gli avversari rifiutavano di arrendersi anche il resto della città veniva bruciato, ma era raro.